# Агапова Ніна Федорівна
Ніна Федорівна Агапова (30 травня 1926 , Москва  — 19 листопада 2021 , Москва ) — радянська і російська акторка театру і кіно, заслужена артистка Російської РФСР (1987).

## Біографія
Ніна Агапова народилася 30 травня 1926 року у Москві. Її батьки були родом із одного села, з-під Коломни, вони рано приїхали до Москви на заробітки. Мати влаштувалася у 14-річному віці на ткацьку фабрику, батько торгував у приватному магазині, помер у серпні 1945 року від туберкульозу.
У 15-річному віці Ніна вступила до Російського народного хору під керівництвом П. Г. Яркова.
Учасниця фронтових концертних бригад. Виступала на Далекому Сході, в Азії, Криму та на Карельському фронті.
У повоєнні роки багато хто бігав на «Мосфільм» зніматися в масовках. Ніну теж захопила робота в кіно, але всерйоз своє захоплення вона не сприймала, поки одного разу на зйомках фільму «Людина № 217» помічник режисера Вікторов не порадив дівчині задуматися про акторське майбутнє. Вона вирішила вступати до ВДІКу.
Закінчила Всесоюзний державний інститут кінематографії (1951, майстерня Сергія Юткевича та Михайла Ромма).
Активно знімалася в кіно, але за весь час не зіграла жодної головної ролі, лише невеликі епізоди та ролі другого плану. З 1951 по 1990 рік — акторка Театру-студії кіноактора, з 1997 року — Московської драматичної трупи «Блукаючі зірки», під керівництвом актора і режисера Павла Тихомирова. Вистави йшли у різних Будинках творчості. Ніна Федорівна знову почала співати і із задоволенням згадувати, як Борис Андрєєв у день, коли Агапову приймали до Театру-студії кіноактора, голосно заявив: «Вітаю колектив із чудовим вокальним надбанням!», а потім неодноразово казав їй у вухо: «Агапова, тобі треба в оперету!».
Працювала на сцені до 90-річного віку .
Померла в Москві 19 листопада 2021 року на 96-му році життя.

### Родина
Чоловік — кінооператор Сергій Сергійович Полуянов (1924—1983), заслужений діяч мистецтв РРФСР.
Син Олександр, народився наприкінці 1953 року. Як і батько закінчив операторський факультет, але, змінивши масу занять, захопився бізнесом. Взяв у борг пристойну суму грошей, а коли бізнес не окупився, Олександр не зміг повернути борги і 28 грудня 1996 року наклав на себе руки.
Онук — Сергій, закінчив телевізійні операторські курси, знімає рекламні ролики.

## Ролі у театрі
Московська драматична трупа «Блукаючі зірки»
«Не зійшлися характерами» Олександр Островський — Уліта Микитішна (режисер П. Є. Тихомиров)
«Листки зі спаленого зошита» П. Тихомиров — Мати (режисер П. Є. Тихомиров)
«Солдат та цариця» А. Платонов — Бояриня (режисер П. Є. Тихомиров)
«Театральна фантазія» П. Тихомиров — Дама в чорнобурці, Сільва (режисер П. Є. Тихомиров).

## Фільмографія
- 1950 — Донецькі шахтарі — дівчина на весіллі Лідині
- 1953 — Застава в горах — Мар'я Тихоновна, дружина прикордонника
- 1953 — Нахлібник (фільм) — дворова дівка
- 1955 — Доброго ранку — Ірина Ковальова, журналістка
- 1955 — Мексиканець — епізод
- 1956 — Як він брехав її чоловікові — покоївка
- 1957 — До Чорного моря — Зоя Денисівна Бірюкова
- 1957 — Поруч з нами — епізод
- 1958 — Життя пройшло повз — покупчиня
- 1958 — Зміна починається о шостій — Любаша, дружина Олексія
- 1959 — Непіддатливі — масовиця-витівниця
- 1960 — Час літніх відпусток — Шурочка, дружина головного бухгалтера
- 1960 — Мертві душі — дама на балу
- 1960 — Мічман Панін — світська дама з коштовностями
- 1961 — Воскресіння — Ганна Ігнатівна
- 1961 — Чужий гаманець — секретарка директора
- 1962 — 713-й просить посадку — американка
- 1962 — Ланцюгова реакція — пограбована жінка
- 1963 — Ім'ям революції — мати Жені
- 1964 — Зелений вогник — ветеринарка
- 1965 — Дайте книгу скарг — Зінаїда, буфетниця
- 1965 — Чисті ставки — Любов Григорівна Кульчицька, лейтенантка у військовій друкарні
- 1965 — Від семи до дванадцяти — мати Бориса
- 1966 — Душечка — акторка Дадонська
- 1966 — Чорт з портфелем — Клавдія Миколаївна, секретарка редакції
- 1967 — Дядечків сон — Фелісата Михайлівна
- 1967 — Лікар Віра — затримана
- 1968 — Урок літератури — мати учня
- 1968 — Щит і меч — Зеленко-Ауфбаум, капітанка у жіночій школі абвера
- 1968 — Сім старих та одна дівчина — Кравцова, лікарка
- 1968 — Зигзаг удачі — продавчиня хутряного салону
- 1969 — Непідсудний — пасажирка авіалайнера
- 1969 — Старий знайомий — Рита, колишня дружина Самецького з Ростова-на Дону
- 1969 — Чайковський — гостя на прийомі
- 1969 — Франсуаза — Жозефіна
- 1970 — А людина грає на трубі — Олена Василівна, мати Наташі
- 1970 — Безневинна людина — Катя Васильєва
- 1970 — Пригоди жовтої валізки — мама дівчинки з книгою
- 1970 — Вас викликає Таймир — співачка
- 1970 — Експеримент — мати Валерія
- 1970 — Про друзів-товаришів — Родичева, змовниця
- 1970 — Опікун — суддя
- 1970 — Срібні труби — захисниця Філіппова
- 1971 — 32 несподіванки (рекламна короткометражка Держстраху) — Наташа, дружина Діми Курочкіна
- 1971 — 12 стільців — солістка театру «Колумб»
- 1971 — Повернення до життя — фрау Айна Мейзі
- 1971 — Нюркине життя — мати Юра Терехова
- 1971 — Сестра музиканта — мама
- 1971 — Старики-розбійники — доглядачка музею
- 1971 — Корона Російської імперії, або Знову невловимі — американка з папугою
- 1972 — Їхали в трамваї Ільф і Петров — Віра, дружина Капітулова
- 1972 — Нерви... Нерви... — Анастасія Петрівна
- 1972 — Переклад з англійської — Люся Коробова, мати Андрія Коробова
- 1973 — Справи сердечні — лікарка швидкої допомоги
- 1973 — Людина в штатському — дружина Гехта
- 1973 — Нейлон 100 % — Серафима Феодорівна, сестра Інни
- 1974 — Зірка екрану — Олександра Яблочкина
- 1974 — Киш і Двапортфеля — сусідка
- 1974 — Чудо з кісками — Катерина Андріївна Буркова, керівниця команди
- 1974 — Північна рапсодія — кореспондентка
- 1974 — Шпак і Ліра — дама на прийомі у баронеси
- 1976 — Розклад на завтра — Надія Василівна
- 1976 — Слово для захисту — кравчиня
- 1977 — Трактир на П'ятницькій — мадам, покупчиня персня
- 1977 — Трясовина — Фаїна, продавчиня в магазині
- 1977 — Ти іноді згадуй — Ніна Іванівна
- 1977 — За сімейними обставинами — перукарка Зінуля
- 1978 — Живіть в радості — секретарка Варенцова
- 1979 — З коханням навпіл — секретарка
- 1979 — Сцени з сімейного життя — Рая, попутниця Каті
- 1979 — Ранковий обхід — пасажирка електрички
- 1980 — Вершник на золотому коні — М'ясекай
- 1980 — Коней на переправі не міняють — Аріадна Сергіївна, економістка
- 1980 — Особливо важливе завдання — пасажирка поїзда з евакуйованими
- 1981 — Любов моя вічна — режисерка кінохроніки
- 1982 — Бережіть чоловіків! — Наталія Сергіївна / секретарка Марфи та Артура Карповича
- 1982 — Не хочу бути дорослим — Лідія Семенівна, асистентка режисера
- 1982 — Вогняні дороги — місіс Джонс
- 1983 — Таємниця «Чорних дроздів» — місіс Гріффіт
- 1984 — Герой її роману — Берсенєва
- 1984 — Нам не дано передбачити… — секретарка директора
- 1984 — Людина-невидимка — місіс Голл
- 1984 — Через всі роки — перекладачка
- 1985 — Із життя Потапова — мати Севи
- 1985 — Від зарплати до зарплати — епізод
- 1986 — У пошуках виходу — членкиня комісії
- 1986 — Ґран-па — Варвара Іполитівна, класна наставниця Тропініної
- 1986 — Зіна-Зінуля — секретарка
- 1986 — Мій ніжно коханий детектив — дама в кінотеатрі
- 1987 — Крейцерова соната — Леокадія Петрівна, модистка
- 1987 — Позика на шлюб — перекладачка
- 1987 — Де знаходиться нофелет? — тітка Емми
- 1987 — Забута мелодія для флейти — Тетяна Георгіївна, секретарка
- 1989 — Приватний детектив, або операція «Кооперація» — циганка
- 1990 — Місце вбивці вакантно... — мати слідчого Ігнатова
- 1991 — Небеса обітовані — Ніна Андріївна, чиновниця з райвиконкому
- 1991 — Графиня — відпочиваюча
- 1993 — Свистун — сусідка
- 1994 — Приватна історія
- 1994 — Чорні берети — дама з собачкою
- 1995 — Яка чудова гра — викладачка англійської
- 1995 — Любити по-русски — Ганна Олександрівна, мати Тетяни
- 1996 — Любити по-русски-2 Ганна Олександрівна, мати Тетяни
- 1997 — Все те, про що ми так довго мріяли — Поліна
- 1998 — Самозванці (Серіал) — лікарка
- 2000 — Заздрість богів — Калерія Георгіївна, сусідка Наташі та Ігоря
- 2000 — «Сищики. Оливкове дерево» (ТВ) — прессекретарка
- 2002 — «Слідство ведуть знатокі. 10 років потому. Пуд золота» (ТВ) — власниця собаки
- 2002 — «Таємниця лебединого озера» — сліпа стара
- 2004 — Я люблю тебе — Ірина Родіонівна, сусідка Тимофія
- 2004 — Ніжне чудовисько (ТВ) — Ніна Миколаївна Оболенська
- 2005 — Не хлібом єдиним — сусідка
- 2005 — Щастя ти моє — епізод
- 2005 — Зірка епохи — Олександра Яблочкіна
- 2006 — Іспанський вояж Степановича — епізод

## Озвучування мультфільмів
- 1956 — Небесне створіння